# Menahem
Menahem (en español suele pronunciarse Menájem en la original aunque en la lashon ha kodeh [לשון הקודש] o lengua sagrada hebrea y su respectiva escritura hebrea se escribe: מנחם, y con diacríticos masoréticos se escribe: מְנַחֵם ), en la zona oriental de Galilea se ha pronunciado  Mənaḥēm, palabra hebrea cuyo significado es consolador de almas (por esto en el cristianismo es uno de los nombres hebreos del Espíritu Santo, tal significado es compartido por el también nombre de origen hebreo Nahum; en la Septuaginta aparece como Manaem con este nombre (en género masculino) se conocen a varias:

## Personas
- Menajem o Menahem (743 a. C. -738 a. C.), fue el decimosexto (16º) rey de Israel;
- Menahem Begin, político que llegó a ser un importante primer ministro del Estado de Israel, recibió el Premio Nobel de la Paz en 1978 ;
- Menahem ben Aaron, rey  jázaro del s. IX DEC;
- Menahem ben Benjamin Recanati (1250-1310) (en hebreo: מנחם בן בנימין ריקנטי) fue  rabino italiano que floreció en el final del siglo XIII y en la primera parte del siglo XIV. Dedicó la parte principal de sus escritos a la Cábala.
- Menahem ben Saruq, poeta hebreo sefardí de la Edad Media;
- Menahem Borstein, rabino;
- Menahem Mendel Beilis, hombre judío de los Establecimientos en Ucrania durante el zarismo ruso acusado difamatoriamente de "libelo de sangre" por los antisemitas;
- Menajem Mendel Schneersohn, también conocido por su nombre hebreo: Tzemaj Tzedek, (1789-1866) rabino ortodoxo;
- Menahem Golan, (1929-2014) director de cine israelí;
- Menahem ben Judá ben Menahem de Lonzano o abreviadamente Mehanem Lonzano, fue un rabino estudioso de la masorá, lexicógrafo y poeta. Murió después de 1608 (DEC) en Jerusalén;
- Menahem Pressler; (n. 1923) director de orquesta israelí que también tiene, por jus soli, ciudadanía alemana;
- Menahem Stern; (1925–1989); historiador israelí ganador del Premio Israel; miembro de la  Academia Israelí de Ciencias y Humanidades;
- Menahem Schiffer; (1911-1997), matemático israelí y estadounidense;
- Menahem o  Menachem Ussishkin (1863–1941), ingeniero ruso.

## Variantes
- Masculino: מְנַחֵם (Menahem a veces transcrito como Menachem)[1]

Variantes en otros idiomas
- Griego bíblico: Μαναημ (Manaem)[1]
- Latín: Manahem[1]
- Yidis
  - Hipocorístico: מֶנְדְל (Mendel)[3]